# Copa das Nações do Golfo de 2014
A 22ª Copa das Nações do Golfo  (em árabe: كأس الخليج العربي) foi sediada na Arábia Saudita em 2014, entre os dias 13 e 26 de novembro.

## Seleções Participantes
Essa edição contou com 8 participantes, sendo todos do Oriente médio.
- Arábia Saudita (anfitrião)
- Emirados Árabes Unidos
- Bahrein
- Omã
- Catar
- Iraque
- Iêmen
- Kuwait

## Campeão
| Copa das Nações do Golfo de 2014 |
| -------------------------------- |

| Omã                                             |
| ----------------------------------------------- |
| Seleção Qatariana de Futebol Campeã (3° título) |

## Ver Também
Copa das Nações do Golfo de 2017